# 今城定章
今城定章（いまき さだあき、寛政9年（1797年）11月18日 - 明治4年（1871年））は、江戸時代後期から明治時代にかけての公卿。
安政5年（1858年）、日米修好通商条約締結に反対し、嫡男の今城定国とともに廷臣八十八卿列参事件に参加した。

## 官歴
- 文化3年（1806年）：従五位上
- 文化6年（1809年）：正五位下
- 文化9年（1812年）：侍従
- 文化10年（1813年）：従四位下
- 文化13年（1816年）：従四位上
- 文政2年（1819年）：正四位下
- 文政5年（1822年）：左近衛権少将
- 文政8年（1825年）：権中将
- 安政元年（1854年）：従三位、参議
- 安政2年（1855年）：権中納言
- 安政4年（1857年）：正三位
- 文久元年（1861年）：従二位
- 慶應2年（1866年）：正二位
- 慶應3年（1867年）：権大納言

## 系譜
- 父：今城定成
- 母：中山愛親の娘
- 兄：今城定光
- 弟：岩倉具賢
- 弟：千種有文
- 子：今城定国